# Енді Гарріс (альпініст)

Ендрю Майкл Гарріс (англ. Andrew Michael Harris, 29 вересня 1964 — 11 травня 1996), більше відомий як просто Енді Гарріс, — новозеландський гірський гід, що загинув у катастрофі на Евересті.
Гарріс був одним з гідів експедиції компанії Adventure Consultants під керівництвом Роба Голла. Це була перша спроба Гарріса зійти на Еверест, хоча він мав значний досвід зі скелелазіння у Новій Зеландії.

## Біографія
Енді народився у родині Рона та Меррі Гарріс, у нього був старший брат Девід. У молодому віці навчався в Меморіальному коледжі Френсіса Дугласа в Нью-Плімуті.
Протягом зимових місяців Гарріс працював гідом з хелі-скі, а влітку допомагав вченим, які проводили археологічні дослідження в Антарктиді, як польовий керівник Новозеландської антарктичної дослідницької програми з 1987 по 1992 рік та супроводжував альпіністів у Південні Альпи Нової Зеландії.
У 1985 році Гарріс піднявся на Чобутсе (6690 м), складну вершину, що знаходиться за 44 кілометри на захід від Евересту.
Енді жив зі своєю дівчиною, лікаркою Фіоною Макферсон, і будував з нею будинок у пагорбах поблизу Квінстауна. Восени 1994 року він допомагав Макферсон в медичній клініці у селі Феріче в Гімалаях, спеціалізованої на лікуванні захворювань, пов'язаних з висотою.

## Катастрофа на Евересті 1996 року
Експедиція на Еверест, організована компанією Adventure Consultants у 1996 році, складалася з трьох гідів (Роб Голл, Майк Грум та Енді Гарріс) та восьми клієнтів (Френк Фішбек, Даґ Гансен, Стюарт Гатчісон, Лу Касішке, Джон Кракавер, Ясуко Намба, Джон Таск та Бек Везерс).
Ще на початку сходження Гарріс страждав від шлунково-кишкового розладу у будиночку в Лобуче, де група готувалася підійматися до Базового табору. Незважаючи на те, що йому порадили залишитися в Лобуче ще на одну ніч, Гарріс 8 квітня 1996 року вирушив до Базового табору з рештою групи.
8 травня під час сходження Гарріса вдарило в груди валуном «розміром з невеликий телевізор». Незважаючи на шок, Гарріс продовжив сходження, але пізніше зрозумів, що якби валун влучив йому в голову, він би не вижив.
9 травня о 23:30 за місцевим часом група Голла, а невдовзі після цього й кілька інших експедицій, вирушили до вершини. Рано вранці 10 травня один з клієнтів і шерпа перервали своє сходження. До полудня п'ятеро з восьми клієнтів також відмовились від сходження на вершину. На вершину з клієнтів пішли лише Кракавер, Намба і Гансен.
Приблизно о 13:12 Гарріс, Кракавер та гід іншої команди Анатолій Букрєєв досягли вершини Евересту і незабаром почали спускатися. Кракавер попросив, щоб Гарріс вимкнув йому подачу кисню з метою економії. Гарріс погодився, але натомість випадково ввімкнув подачу кисню на максимум.
Пізніше Гарріс перевірив деякі кисневі балони, залишені поблизу Південно-Східного хребта, та повдідомив по радіо, що всі вони порожні, хоча це було не так. Вважають, що Гарріс страждав від гіпоксії, що пояснює деякі з його ірраціональних дій, однак це не було доведено.
Повертаючись до Табору IV, Кракавер зустрів Гарріса на хребті над табором. Кракавер повідомив, що бачив, як той упав з хребта, встав і, спотикаючись, пішов до табору. Кракавер, дібравшись до наметів довшим обхідним шляхом, повідомив іншим у таборі, що Гарріс благополучно повернувся. Вранці, 11 травня, обшукавши табір, альпіністи в Таборі IV зрозуміли, що Гарріса немає. Вже через кілька місяців, беручи інтерв'ю у клієнта «Mountain Madness» Мартіна Адамса, Кракавер зрозумів, що той альпініст, якого він зустрів, насправді був Адамсом, а не Гаррісом.
Пізніше Кракавер написав статтю в журналі, а потім і книгу про катастрофу. Визнаючи, що не зміг усвідомити, що Енді Гарріс був ослаблений і діяв ірраціонально через висотну хворобу та брак кисню, Кракавер писав, що його власні «дії — або бездіяльність — відіграли безпосередню роль у смерті Енді Гарріса».
Кригоруб та куртка Гарріса були знайдені поруч з тілом Роба Голла через кілька днів. Перед смертю Голл казав по радіо, що Гарріс був поруч з ним, але потім зник. Схоже, що Гарріс пішов на допомогу Робу Голлу та Дагу Гансену, коли вони через бурю опинилися в пастці вище на горі. Невідомо, що з ним сталося, оскільки його тіло так і не було знайдено.

## Пам'ять
За кілька хвилин ходьби від селища Горакшеп у напрямку Базового табору Евересту збудовано меморіал членам команди «Adventure Consultants», які загинули під час експедиції: Робу Голлу, Енді Гаррісу, Дагу Гансену та Ясуко Намбі.
У 1998 році Географічна рада Нової Зеландії назвала вершину в Землі Вікторії в Антарктиді на честь Гарріса. Пік Гарріса розташований між піками Голла і Болла.
За проявлену хоробрість у 1999 році Гаррісу посмертно присвоїли Новозеландську Зірку Хоробрості, а школа, в якій він вчився, влаштувала урочисту церемонію на його честь.
У фільмі 2015 року «Еверест» роль Гарріса зіграв Мартін Гендерсон. У фільмі показано, що Голл, прокинувшись після холодної ночівлі на горі, бачить поруч замерзлого насмерть Гарріса, хоча в реальності обставини його смерті невідомі.